# 8690 Свіндл
8690 Свіндл (8690 Swindle) — астероїд головного поясу, відкритий 24 вересня 1992 року.
Тіссеранів параметр щодо Юпітера — 3,512.